# Agrostis thompsoniae
Agrostis thompsoniae é uma espécie de gramínea do gênero Agrostis, pertencente à família Poaceae.